# Mark Ruiz
Mark Ruiz (Río Piedras, 9 aprile 1979) è un tuffatore portoricano.

## Biografia
Ha rappresentato gli Stati Uniti ai Giochi olimpici estivi di Sydney 2000 e Atene 2004. In carriera, ha vinto una medaglia d'oro per Porto Rico ai Giochi panamericani di Winnipeg 2000 nel trampolino e una d'argento ai quelli di Santo Domingo 2003 per gli Stati Uniti d'America nel sincro 3 metri, al fianco di Kyle Prandi. Oggi allena il club YCF Diving di Orlando.

## Palmarès

### Per Porto Rico
- Giochi panamericani

Winnipeg 2000: trampolino 3 m;

### Per gli Stati Uniti d'America
- Giochi panamericani

Santo Domingo 2003 argento nel sincro 3 m;